# Escut de l'Argentina
L'escut de l'Argentina no fou establert en la seva forma actual fins al 1944, tot i que els seus orígens es remunten al segell de l'Assemblea General Constituent adoptat el 12 de març del 1813 i declarat emblema nacional el 27 d'abril. Anteriorment s'utilitzava l'escut d'armes del virregnat del Riu de la Plata.
És un escut ovalat truncat d'atzur i argent, els colors de la bandera estatal, en representació del cel i el riu de la Plata, respectivament. Està voltat per dos rams de llorer, símbol de victòria i triomf en la consecució de la independència, lligats per sota amb una cinta amb els colors de la bandera, i timbrat per un sol d'or ixent al cap, el Sol de Maig, present també a la bandera, que representa l'alba d'una «nova i gloriosa nació», com diu l'himne argentí.
Al centre de l'escut ressalten dues mans encaixant al natural que simbolitzen la germanor entre les diverses províncies unides, les quals agafen una pica de fusta al natural posada en pal, al·lusiva al compromís de les províncies de defensar la llibertat, simbolitzada pel barret frigi de gules del capdamunt de la pica. La proximitat de les mans i el barret frigi al·ludeix al lema nacional argentí, En unión y libertad (en espanyol, 'En unió i llibertat').